# Puerto Progreso
Puerto Progreso är en ort i Mexiko.   Den ligger i kommunen San Miguel Totolapan och delstaten Guerrero, i den södra delen av landet, 230 km sydväst om huvudstaden Mexico City. Puerto Progreso ligger 2 492 meter över havet och antalet invånare är 169.
Terrängen runt Puerto Progreso är bergig åt sydväst, men åt nordost är den kuperad. Puerto Progreso ligger uppe på en höjd som går i nord-sydlig riktning. Runt Puerto Progreso är det glesbefolkat, med 12 invånare per kvadratkilometer. Närmaste större samhälle är Ciénega de Puerto Alegre, 13,2 km sydost om Puerto Progreso. I omgivningarna runt Puerto Progreso växer i huvudsak blandskog.